# Йохем Камфейс
Йохем Камфейс (нід. Jochem Kamphuis, 11 квітня 1986, Гронінген) — нідерландський футбольний арбітр.

## Кар'єра
15 жовтня 2011 року дебютував у вищому дивізіоні НІдерландів, відсудивши матч між клубами «Геренвен» і «Де Графсхап» (1:1).
2019 року разом із співвітчизником Басом Нейгейсом був включений до списку відеоасистентів арбітра (VAR) на молодіжний чемпіонат Європи в Італії.